# Pěnovec

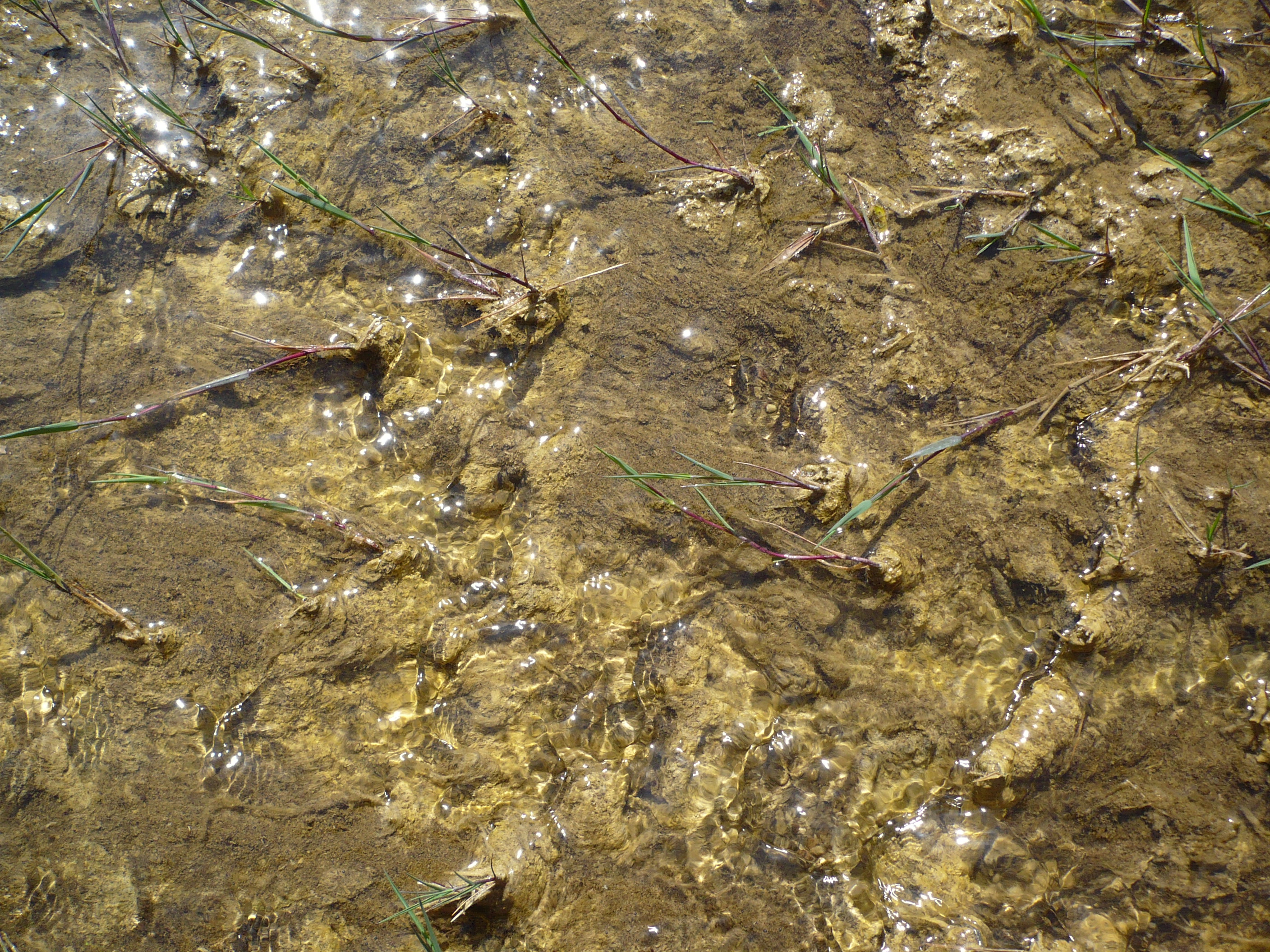
Pěnovcový mokřad patří k nejcennějším biotopům Podkrušnohorské výsypky

Pěnovec je odrůda travertinu. Patří mezi sladkovodní vápence. Pravý travertin vzniká z minerálních pramenů, kdežto pěnovec vzniká ve vodních tocích. Pokud je takto vzniklý vápenec nezpevněný, nazývá se pěnovec.
Pěnovce jsou nezpevněné světle šedé, žlutavé až červenkavé, většinou výrazně porézní sedimenty. Většinou bývají nevrstevnaté. Pokud je pěnovec tvořen spojením drobných valounků, bývá nazýván kalkrusta.
Vzniká tak, že voda při průchodu horninou rozpouští vápenec, zvláště pokud je v ní přítomen oxid uhličitý. Na povrchu pak stačí oteplení nebo odebrání oxidu uhličitého rostlinami a vzniká vrstva pěnovce. Díky značné rychlosti srážení vápence může obsahovat i fosilie soudobých organismů, které vápnitý sediment přerostl a udusil.
Dříve byly pěnovce využívány zemědělci k hnojení polí a k neutralizaci kyselých půd.
V pěnovcovém mokřadu optimálně probíhá srážení hydrogenuhličitanů s vodním sloupcem vysokým jen několik milimetrů.